# Østre Toten
Østre Toten est une kommune norvégienne du comté d'Innland. Son centre administratif est Lena et son plus grand village Kapp. 
Avec sa voisine Vestre Toten, elle forme le district de Toten dans l'ancien comté d'Oppland.  
Le mot Toten vient du vieux norrois Þótn. La signification, obscure, pourrait signifier « l'agréable district ». "Østre" indique que la commune occupe la partie orientale du district, la division a eu lieu en 1825.

La commune est dominée par le Torseterkampen qui culmine à 841 mètres.
Le village de Lena constitue le centre administratif de la zone. Les autres centres urbains sont Skreia, Kapp et Kolbu. La population totale est de 14 973 habitants en 2020.
L'agriculture (pomme de terre, oignons) joue un rôle important dans la commune. Le blason de la commune représente un plant de pomme de terre sur fond vert.

## Personnalités liées à la commune
- Peder Balke (1804-1887), peintre,
- Margit Sandemo (1924-2018), écrivain,
- Alv Gjestvang (1937-2016), patineur de vitesse,
- Inger Lise Rypdal (1949-), musicienne,
- Roger Ruud (1958-), sauteur à ski.